# Obergriesbach
Obergriesbach – miejscowość i gmina w Niemczech, w kraju związkowym Bawaria, w rejencji Szwabia, w regionie Augsburg, w powiecie Aichach-Friedberg, wchodzi w skład wspólnoty administracyjnej Dasing. Leży około 5 km na południowy zachód od Aichach, nad rzeką Paar, przy linii kolejowej Paartalbahn: Ingolstadt-Augsburg. W miejscowości znajduje się przystanek kolejowy Obergriesbach.

## Demografia
| Rok  | Liczba mieszk. |
| ---- | -------------- |
| 1970 | 1 059          |
| 1987 | 1 545          |
| 2000 | 1 807          |

## Polityka
Wójtem gminy jest Josef Schwegler, rada gminy składa się z 14 osób.
|      | Dorfgemeinschaft Obergriesbach-Zahling | Wählerblock Zahling | Razem |
| 2008 | 10                                     | 4                   | 14    |
| 2002 | 9                                      | 3                   | 12    |

## Oświata
W gminie znajduje się przedszkole (75 miejsc).

## Współpraca
Miejscowość partnerska:
- Zahling  – miejscowość w gminie Eltendorf, Austria (kontakty utrzymuje dzielnica Zahling)